# Weidensdorf
Weidensdorf ist ein Ortsteil der Gemeinde Remse im Landkreis Zwickau in Sachsen. Er wurde am 1. Januar 1994 eingemeindet.

## Geographie
Weidensdorf liegt westlich der Zwickauer Mulde, welche zugleich die östliche Flurgrenze bildet. Südlich von Weidensdorf verläuft die Bundesautobahn 4, welche südlich des Orts in der Abfahrt „Glauchau-Ost“ die Bundesstraße 175 kreuzt. Die B175 führt im weiteren Verlauf östlich an Weidensdorf vorbei.

### Nachbarorte
| Pfaffroda  | Remse                                       |                |
| Dittrich   | Kompassrose, die auf Nachbargemeinden zeigt | Kleinbernsdorf |
| Lipprandis | Jerisau                                     |                |

## Geschichte

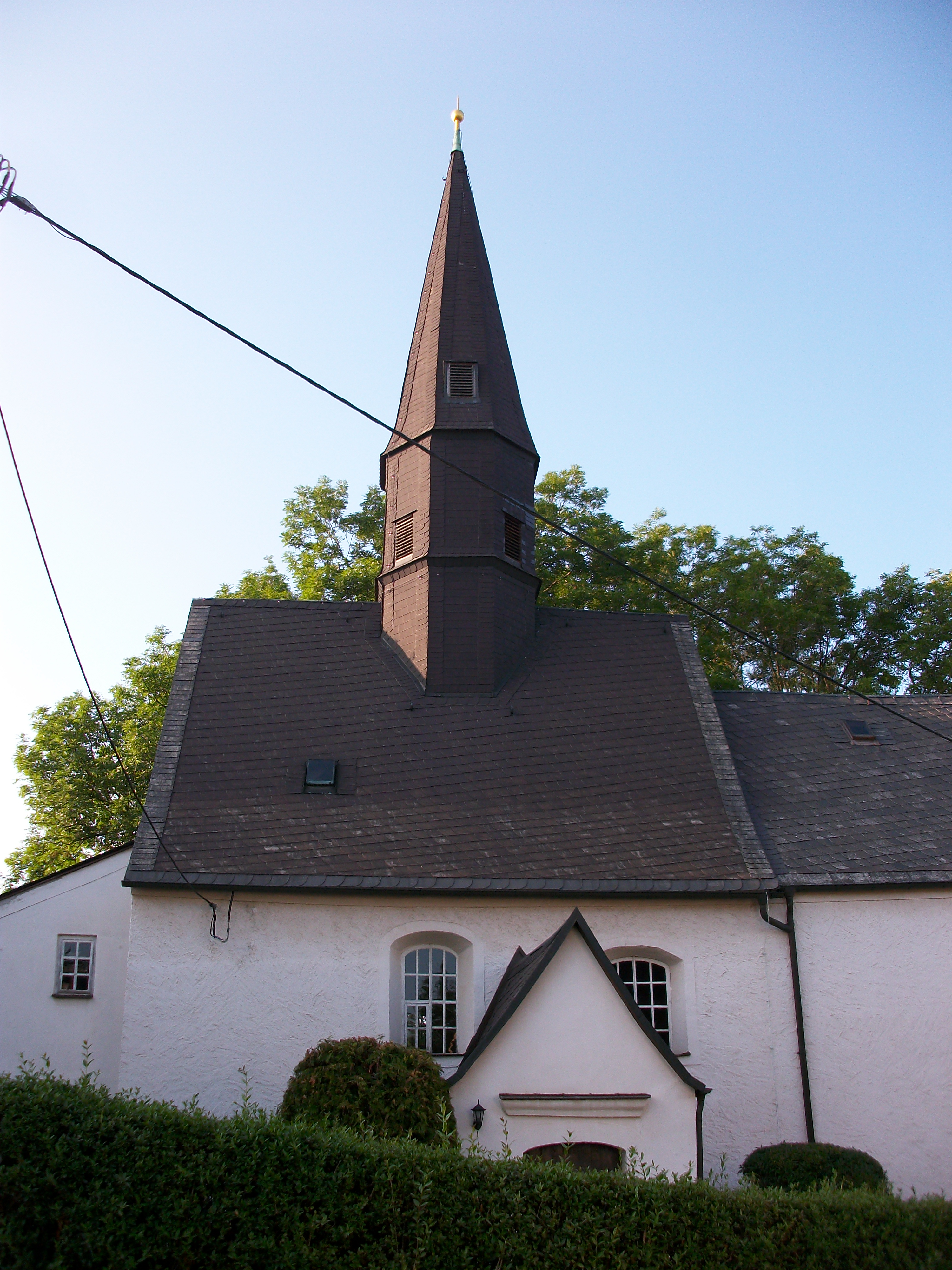
Kirche Weidensdorf

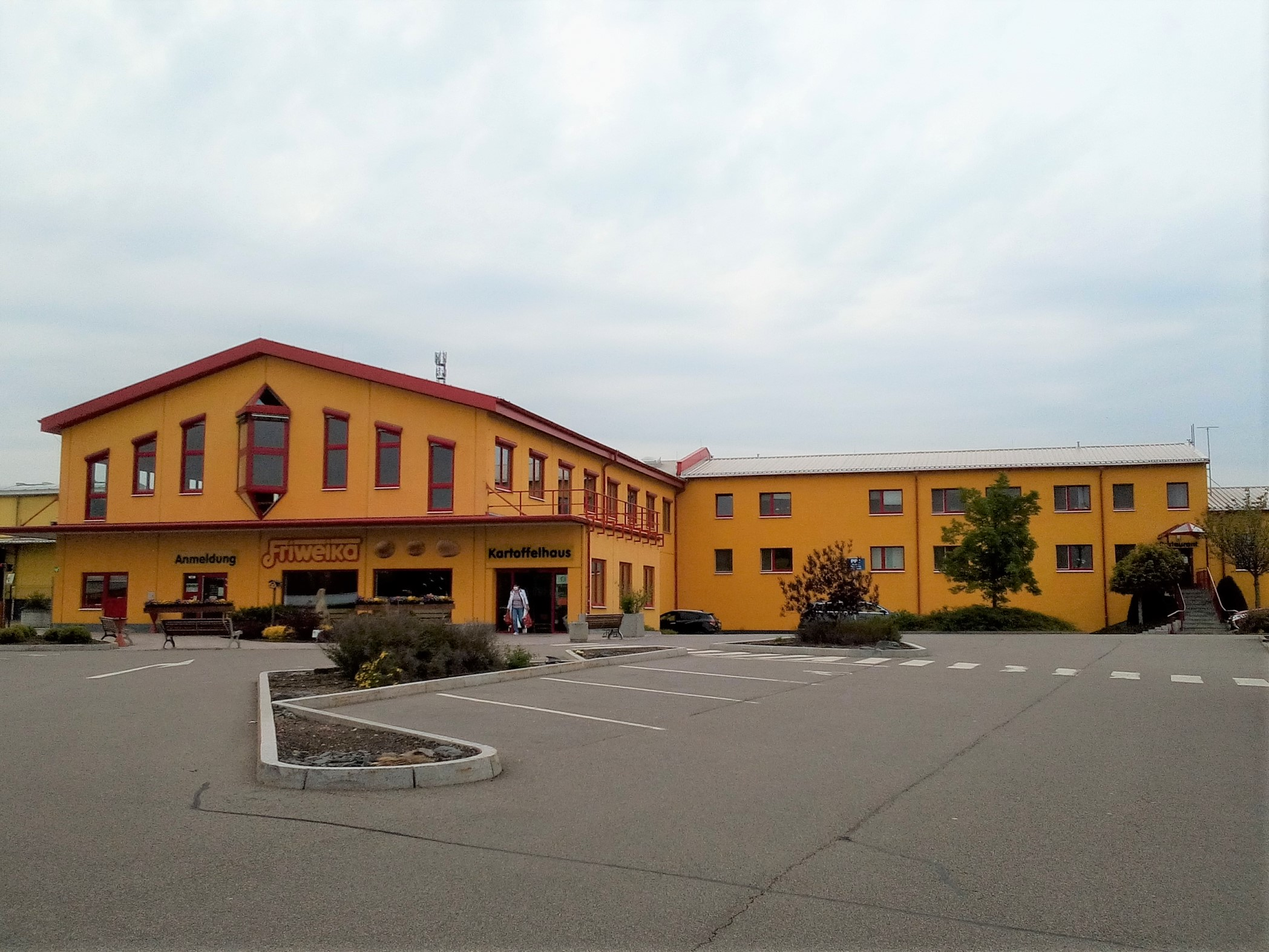
Friweika Weidensdorf

Das Platzdorf Weidensdorf wurde im Jahr 1161/71 als „Weydemannestorff“ erwähnt. Um 1166 wurde bereits die Kirche des Orts erwähnt, welche bis 1555 Filialkirche von Jerisau und seitdem von Remse war. Weidensdorf gehörte seit 1170 zum Besitz des Klosters Remse. Das Dorf kam im Jahr 1543 als einstiger Besitz des im Zuge der Reformation im Jahr 1533 aufgelösten Klosters Remse durch Kauf an die Herren von Schönburg. Im Jahr 1551 wird Weidensdorf als Amtsdorf der schönburgischen Herrschaft Remse geführt, welche nach Auflösung des Klosters Remse im Jahr 1533 entstand und seit 1543 den Herren von Schönburg unter wettinischer Oberhoheit gehörte.
Im Rahmen der administrativen Neugliederung des Königreichs Sachsen wurde Weidensdorf als Teil der schönburgischen Lehnsherrschaft Remse im Jahr 1835 der Kreisdirektion Zwickau unterstellt. Die Lehnsherrschaft Remse mit ihren Orten wurde seitdem administrativ durch das königlich-sächsische Amt Zwickau verwaltet. Ab 1856 gehörte Weidensdorf zum Gerichtsamt Remse und ab 1875 zunächst zur Amtshauptmannschaft Zwickau. Nachdem auf dem Gebiet der Rezessherrschaften Schönburg im Jahr 1878 eine Verwaltungsreform durchgeführt wurde, kam Weidensdorf mit dem gesamten ehemaligen Gerichtsamtsbezirk Remse im Jahr 1880 zur neu gegründeten sächsischen Amtshauptmannschaft Glauchau.
Durch die zweite Kreisreform in der DDR kam die Gemeinde Weidensdorf Jahr 1952 zum Kreis Glauchau im Bezirk Chemnitz (1953 in Bezirk Karl-Marx-Stadt umbenannt), der ab 1990 als sächsischer Landkreis Glauchau fortgeführt wurde und 1994 im Landkreis Chemnitzer Land bzw. 2008 im Landkreis Zwickau aufging. Am 1. Januar 1994 wurde Weidensdorf nach Remse eingemeindet. Im Jahr 2015 feierte der Lebensmittelhersteller Friweika eG sein 45-jähriges Firmenjubiläum. Die auf Kartoffelprodukte spezialisierte Firma wurde 1970 als LPG gegründet und 1990 in eine eingetragene Genossenschaft (eG) umgewandelt.